# Gouvernement Dupong-Bodson
Gouvernement Dupong-Schaus Gouvernement Bech-Bodson
Le gouvernement Dupong-Bodson (luxembourgeois : Regierung Dupong-Bodson), est le gouvernement du Luxembourg en fonction du 3 juillet 1951 au 29 décembre 1953.

## Les élections
Lors des élections partielles du 3 juin 1951, dans les circonscriptions du Centre et du Nord, le LSAP confirme les bons résultats qu’il avait déjà obtenus lors du scrutin de 1948. Au sein de la nouvelle Chambre, le Parti ouvrier socialiste luxembourgeois passe de 15 à 19 sièges, s’établissant comme la principale force concurrente du CSV (21 sièges). Le Groupement démocratique perd de nombreuses voix au Centre (19,7 % en 1951, par rapport à 25,9 % en 1945), même s’il parvient à améliorer son score dans le Nord. L’issue des élections amène le CSV à changer de partenaire de coalition. De 1951 à 1959, le gouvernement est formé par une coalition entre le Parti chrétien-social et le Parti ouvrier socialiste luxembourgeois. Ces deux formations politiques, qui dominent la vie politique au cours de la décennie, représentent les deux pôles de la société luxembourgeoise des années 1950 : le monde rural et le monde ouvrier.

## Composition
| Portefeuille | Titulaire | Titulaire                           | Parti |
| --- | --------- | ----------------------------------- | ----- |
| Ministre d'État Président du gouvernement (Administration centrale, Finances, Agriculture, Épuration, Dommages de guerre)                                                                     |           | Pierre Dupong (jusqu'au 23/12/1953) | CSV   |
| Ministre des Affaires étrangères, du Commerce extérieur et de la Force armée (Viticulture, Armée, Gendarmerie, Police locale étatisée ; Administration centrale, Agriculture, Épuration a.i.) |           | Joseph Bech                         | CSV   |
| Ministre de l'Éducation nationale, de la Population et de la Famille, et de l'Intérieur (Cultes, Arts et Sciences, Santé publique, Mondorf-État ; Finances, Dommages de guerre a.i.)          |           | Pierre Frieden                      | CSV   |
| Ministre de la Justice et des Travaux publics (Bâtiments et Voirie, Transports, Électricité, Éducation physique)                                                                              |           | Victor Bodson                       | LSAP  |
| Ministre du Travail et de la Sécurité sociale (Mines, Assistance sociale) |           | Nicolas Biever                      | LSAP  |
| Ministre des Affaires économiques et de la Reconstruction (Commerce, Industrie et Métiers, Ravitaillement alimentaire et industriel, Tourisme)                                                |           | Michel Rasquin                      | LSAP  |

## La politique extérieure
Après la signature du traité de Paris qui crée la CECA (18 avril 1951) se pose la délicate question du siège de la nouvelle institution. Du 23 au 25 juillet 1952, les ministres des Affaires étrangères des six pays membres se rencontrent à Paris pour trouver une solution. Plusieurs villes, parmi lesquelles Luxembourg, ont posé leur candidature. Aucune ne fait l’unanimité. La Haute Autorité et la Cour de justice risquent de ne pas pouvoir démarrer, faute de siège. C’est dans cette impasse que le ministre des Affaires étrangères luxembourgeois, Joseph Bech, probablement inspiré par Adenauer, entreprend une manœuvre diplomatique qui déterminera l’avenir européen du Grand-Duché. Bech retire la candidature du Luxembourg et propose ensuite la capitale du Grand-Duché comme « lieu de travail » provisoire. Les autres pays acceptent cette voie d’issue qui reporte la décision concernant le siège définitif des institutions européennes à une date incertaine. Le 10 août 1952, la Haute Autorité tient sa première réunion solennelle à l’Hôtel de Ville de Luxembourg sous la présidence de Jean Monnet.
Au même moment où le Luxembourg s’intègre à la CECA, le gouvernement luxembourgeois est confronté à un autre projet européen commun, celui d’une Communauté européenne de défense (CED) qui doit fournir un cadre au réarmement de l’Allemagne. Au cours des négociations, le gouvernement réussit à faire admettre une représentation à part entière :
un des neuf commissaires de la CED sera luxembourgeois. Toutefois, la faiblesse démographique du pays ne lui permet pas de remplir les obligations proprement militaires. Ici encore, le gouvernement obtient un traitement spécial du cas luxembourgeois. Le 27 mai 1952, le traité instituant la CED est signé à Paris. On sait que cet accord n’aura pas de suite, puisque l’Assemblée nationale française refusera la ratification de la CED en 1954.

## La politique intérieure
Depuis l’introduction du service militaire obligatoire en 1944, on n’a eu de cesse de mettre en question la valeur militaire de l’armée luxembourgeoise et son poids financier pour un petit pays. La loi du 23 juillet 1952 réorganise l’armée en limitant la durée du service à 12 mois, auxquels s’ajoutent deux rappels de trois mois. Elle doit permettre au Luxembourg de remplir les obligations militaires qu’implique la participation à la CED.
Après les élections de 1951, Pierre Dupong reprend lui-même le ministère de l’Agriculture afin d’apaiser le conflit qui oppose le gouvernement et la Centrale paysanne. Il suit largement la position protectionniste de l’organisation professionnelle des agriculteurs luxembourgeois.
Sous l’impulsion du CSV, le gouvernement accorde une place importante à la promotion de la famille. Lors de la formation du gouvernement, un Département de la population et de
la famille est créé et rattaché au ministère de l’Éducation nationale. Depuis 1952, un Conseil supérieur de la famille assiste le ministre dans l’élaboration d’une politique de la famille.
Chargé des Transports, Victor Bodson lance un programme ambitieux de modernisation des chemins de fer. Il préconise notamment le remplacement des lignes à voie étroite par un service routier et ordonne une étude sur l’électrification du réseau ferroviaire.
Le gouvernement Dupong/Bodson pose également d’importants jalons en matière de Sécurité sociale. L’assurance maladie, qui était déjà obligatoire pour les ouvriers, est étendue aux fonctionnaires et aux employés (loi du 29 août 1951). À partir de 1951, le salaire social minimum, de même que les pensions des ouvriers et des employés privés sont indexés, c’est-à-dire adaptés à la hausse des prix.